# Condeneitor
Condeneitor es una película venezolana del género mockbuster hecha para televisión, creada y producida por el canal Venevisión y distribuida por Cisneros Media. El filme es una parodia de la película estadounidense The Terminator de 1984, siendo protagonizado por el comediante Benjamín Rausseo, Wilmer Ramírez y la actriz Azabache.
A raíz del éxito del filme también se lanzaron distintas mockbuster o parodias cinematográficas: Condecop (parodia de Robocop), Tor Gun (parodia de Top Gun), Er naufrago (por Náufrago) y Er Ersorxista (por el El Exorcista) ambas de 2001. Sin embargo no tuvieron el mismo éxito de Condeneitor.

## Sinopsis
Desde el futuro un Ciborg asesino con características físicas de un humano viaja a 1994 con el fin de exterminar a la ciudadana 'Carmen Pérez (Azabache), sin embargo el filme se desarrolla en un ambiente cómico.

## Elenco
- Benjamín Rausseo como Condeneitor (Ciborg / Recoge latas).
- Azabache como Carmen Pérez (Parodia de Sarah Connor).
- Wilmer Ramírez como Parodia de Kyle Reese.

## Formato casero
El éxito comercial de Condeneitor impulsó a la distribuidora Cisneros Media a lanzar al mercado el DVD oficial del filme que se distribuyó en Venezuela, Estados Unidos e Hispanoamérica.